# Chacchobén
Chacchobén (kiejtése körlübelül: csakcsoben) egy maja régészeti lelőhely délkelet-Mexikóban, Quintana Roo államban. Eredeti neve nem ismert, mai neve a maja nyelvből származik, jelentése „vörös kukorica”.

## Leírás
A késői preklasszikus korban, i. e. 200 körül jöttek létre az első, kicsi települések a Laguna del Ocho és a Chacchobéni-tó környékén, majd a korai klasszikus korban (300 és 600 között) épültek a legjelentősebb épületek, a terület ekkor élte fénykorát. A 700-as év körül az építkezések visszaestek,
később a lakók is elhagyták a területet, ami később egy időre a késői posztklasszikus korban újra benépesedett. Első újkori leírója, Peter Harrison a Lázaro Cárdenas nevet adta neki, mivel a területen egy ilyen nevű ejido található. Régészeti feltárása 1994-ben kezdődött el.
A Chacchonbénben talált két sztélé hieroglifikus írása a kövek leromlott állapota miatt olvashatatlan, viszont az építészeti stílusból arra következtetnek, hogy a település valamelyik peténi regionális fővárossal állhatott szoros kapcsolatban.
A romok a Yucatán-félsziget keleti részén, Quintana Roo állam Bacalar községében találhatók. Ez volt a környék egyik legnagyobb területű települése, mintegy 70 hektárt foglal el. Ezen a területen több épületcsoport áll, közülük legjelentősebb az úgynevezett „Nagy alapzat”, az „Utak” és a „2-es csoport”. A Nagy alapzat lehetett a szertartások helyszíne, erre többek között a felső részen megtalált számos füstölő is utal. Az Utak valószínűleg a vezető réteg lakóhelye volt, a még feltáratlan 2-es csoport pedig, ahol a terület legmagasabb építménye is áll, minden bizonnyal adminisztratív és lakófunkciókat látott el.

## Képek

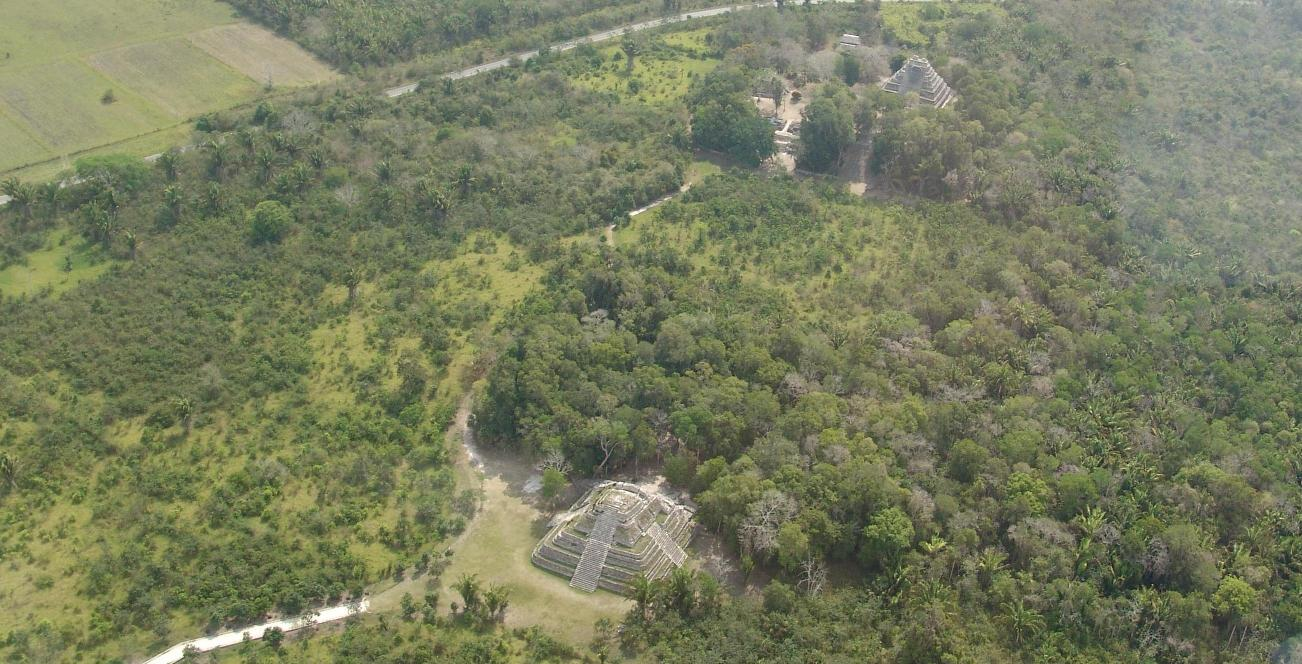
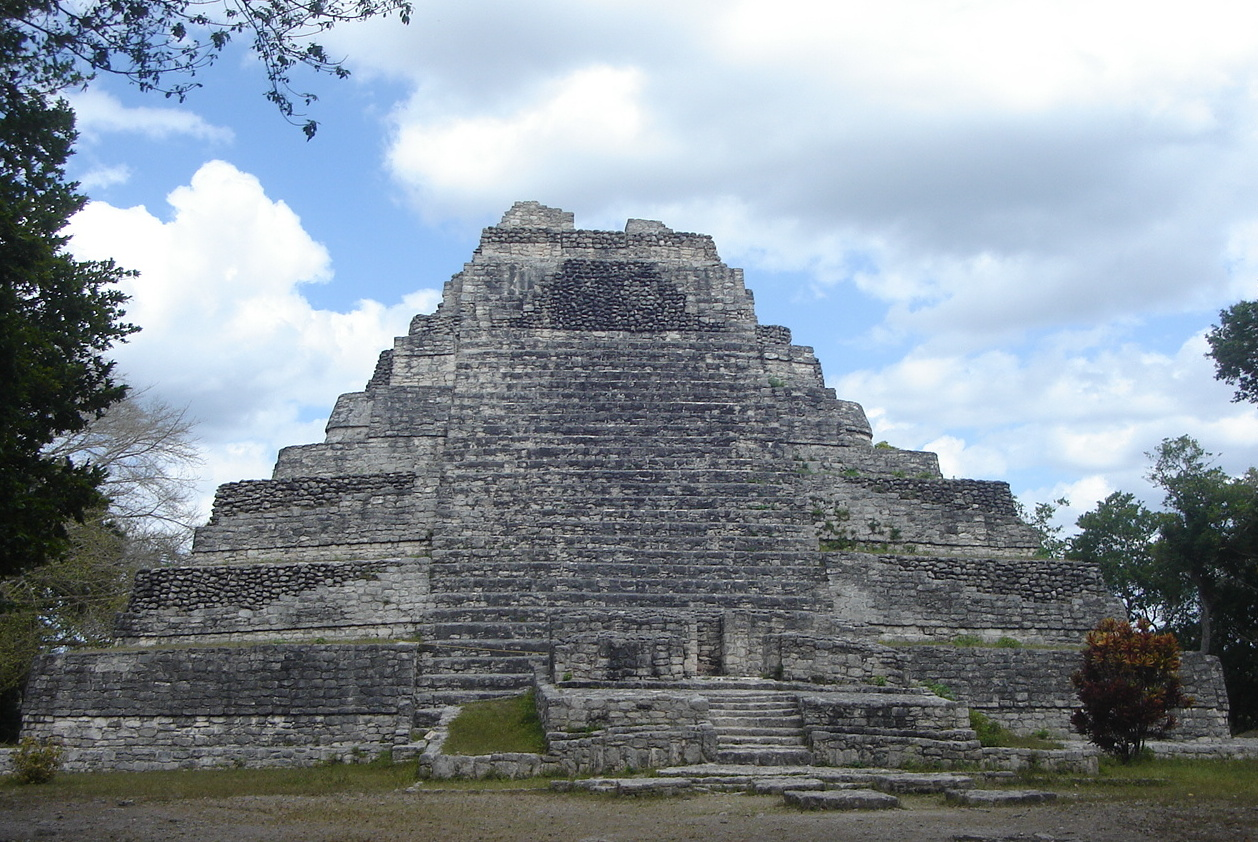
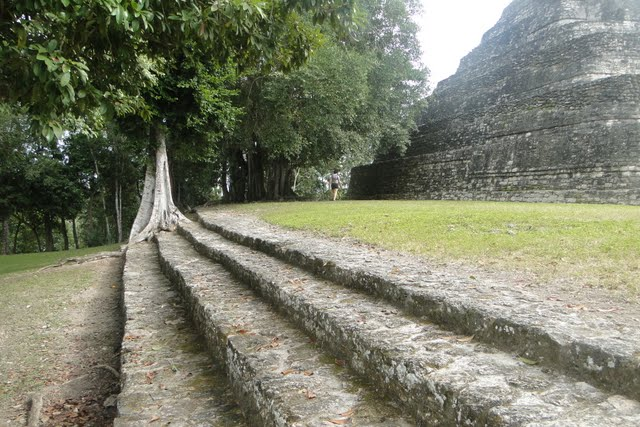
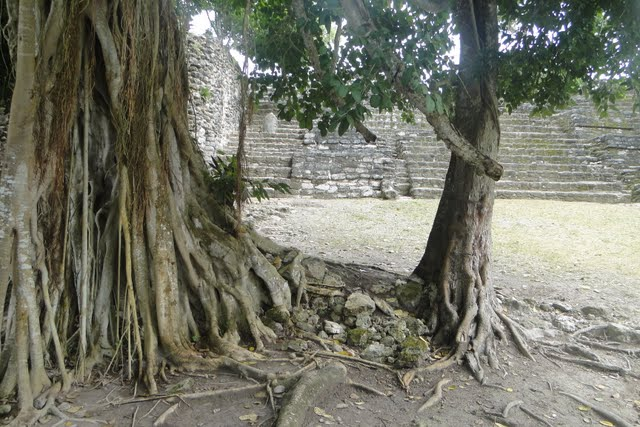